# Alfred Bayer (Architekt)

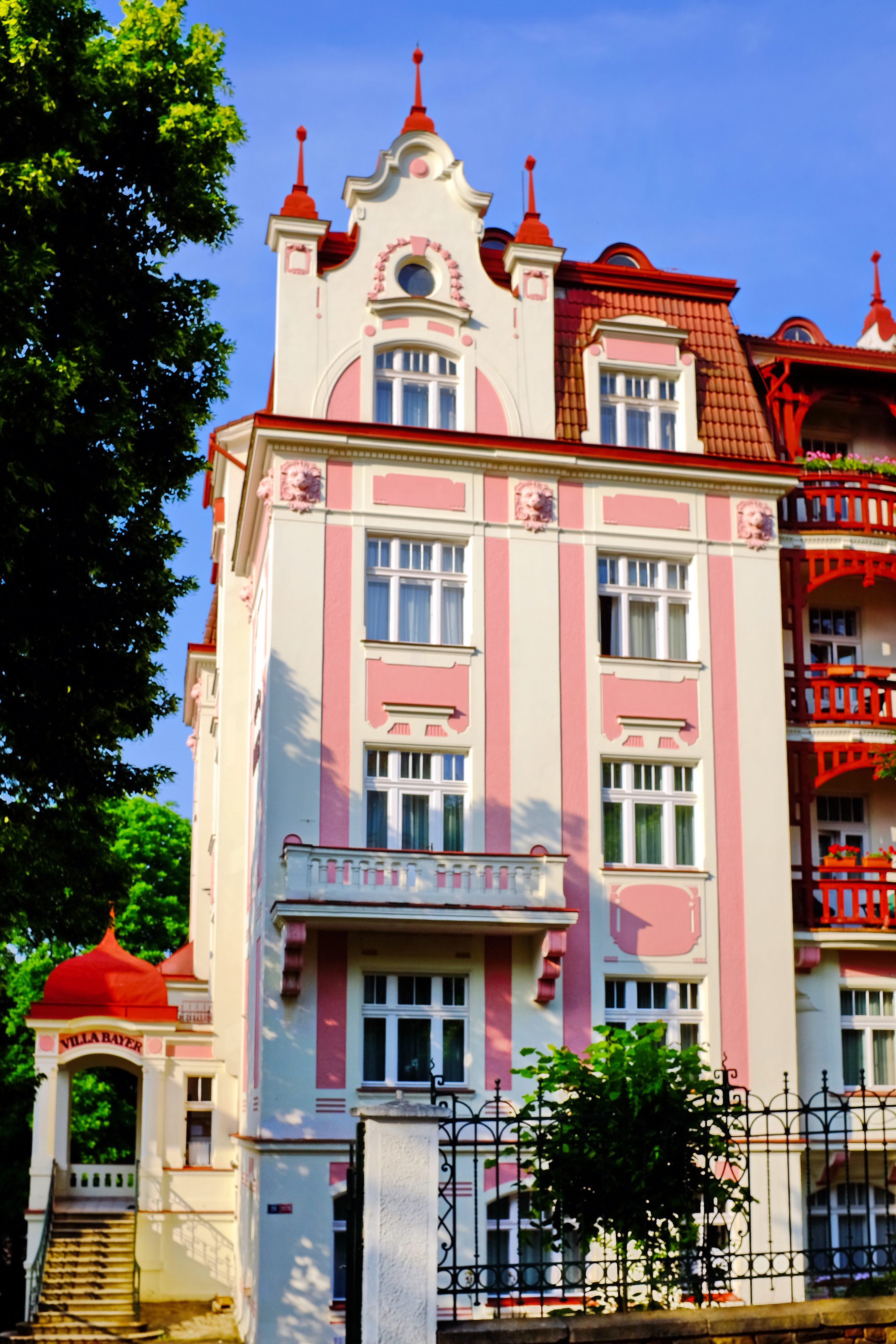
Villa Bayer in Karlsbad

Alfred Bayer (* 10. Februar 1859 in Karlsbad; † 3. März 1916 ebenda) war ein deutsch-böhmischer Architekt und Baumeister, der in Wien und Karlsbad (Karlovy Vary) tätig war. Seine Bauten sind im Stil des Historismus und der Wiener Secession gestaltet.

## Wirken
Er wurde als Sohn des Polizisten Michael Bayer und dessen Ehefrau Barbara, geb. Nasler, im Walter-Scott-Haus in Karlsbad, Pod Jelením skokem 399/18 geboren. Nach dem Schulbesuch in Karlsbad absolvierte er die  Baugewerkschule Holzminden. Danach studierte er am Polytechnikum in Prag bei Josef Zítek. In Karlsbad war er am Bau der Mühlbrunnenkolonnade durch den Architekten Josef Zítek beteiligt.
1887/88 legte er die Baumeisterprüfung ab und erhielt die Baumeisterkonzession. Danach war er von 1888 bis 1910 als Architekt und Bauleiter im Architekturbüro Fellner & Helmer in Wien tätig. Während dieser Zeit leitete er u. a. den Bau der Volksoper Wien und des Raimundtheaters in Wien sowie den Bau des Stadttheaters in Aussig (Ústí nad Labem). Ab 1911 betrieb er eine Baukanzlei in Karlsbad und führte zahlreiche Bauten in Karlsbad aus. Als Stadtbaumeister war er auch Mitglied des Stadtrates für Bauwesen in Karlsbad.

## Bauten (Auswahl)
- Stadttheater Karlsbad (als Angestellter bei Fellner & Helmer, 1884–1886)
- Etablissement Jägerhaus, Hotel und Restaurant, in Karlsbad (1894)
- Villa Heinrich Wettach in Laibach (Ljubljana), Prešernova cesta 31 (1897)[4]
- Wohnhaus in Wien 6, Strohmayergasse 7 (1899)
- Mietpalais in Wien 4, Brahmsplatz 1 (1900)
- Fabrikanlage, Wien 3, Baumgasse 42 (1900–1910)
- zahlreiche Hotelbauten in Karlsbad: 
  - Villa Charlotte, Petra Velikého 928/4
  - Stadthaus Menuett, Lázeňská 19/1 (1892/93)
  - Villa Rusalka, früher Villa Klemm, Petra Velikého 1020/12 (1897)
  - Hotel Savoy Westend, Petra Velikého 583/16 (1897)
  - Hotel „Pasteur“, Vřídelní 95/25 (1897)
  - Hotel „Atlantic“, Tržiště 37/23 (1912–1914)
  - Hotel „Esplanade“, Stará Louka 374/4 (1913)
  - Hotel „Bremen“, jetzt Hotel Ester, Tržiště 388/43
  - Hotel „Weißer Löwe“, Tržiště 36/21 (1985 abgerissen)
  - Hotel „Moskau“ und Hotel „Neapel“, Mariánskolázeňská 19 bis 23 (jetzt Teil des Hotels Carlsbad Plaza)
  - Haus Peter der Große, Stará Louka 338/42 (1894) (zusammen mit Josef Waldert)
- Villa Bayer (ehem. Wohnhaus) in Karlsbad, Eduard Knoll-Straße (jetzt ul. Krále Jiřího 20) (1908/09)
- Volksschule in Karlsbad am heutigen Hotel Thermal (1883/84, abgerissen 1967)
- Stadthaus in Karlsbad
- Ehrengrabmal des Bürgermeisters Johann Peter Knoll in Karlsbad

## Galerie seiner Bauten

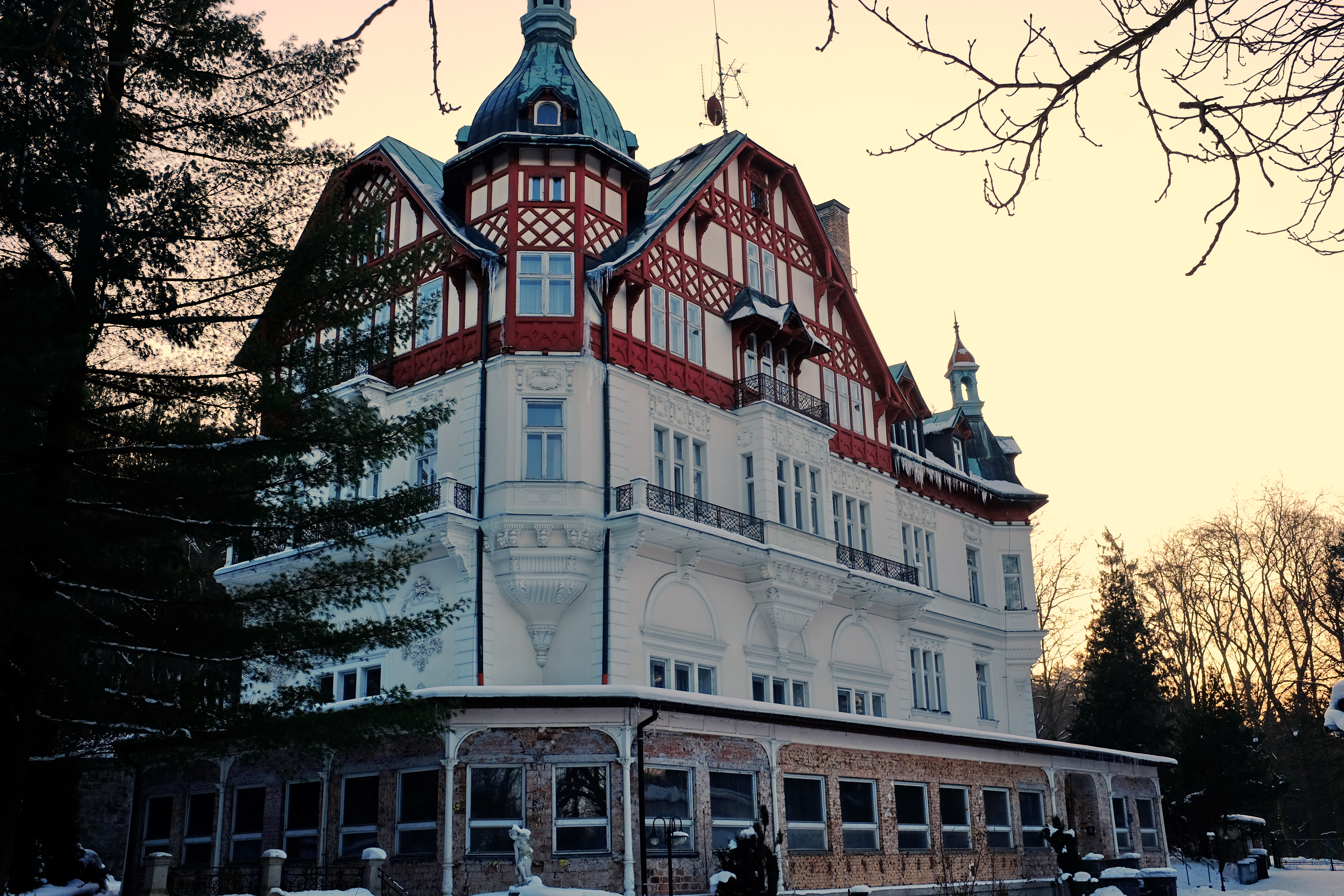
Jägerhaus in Karlsbad
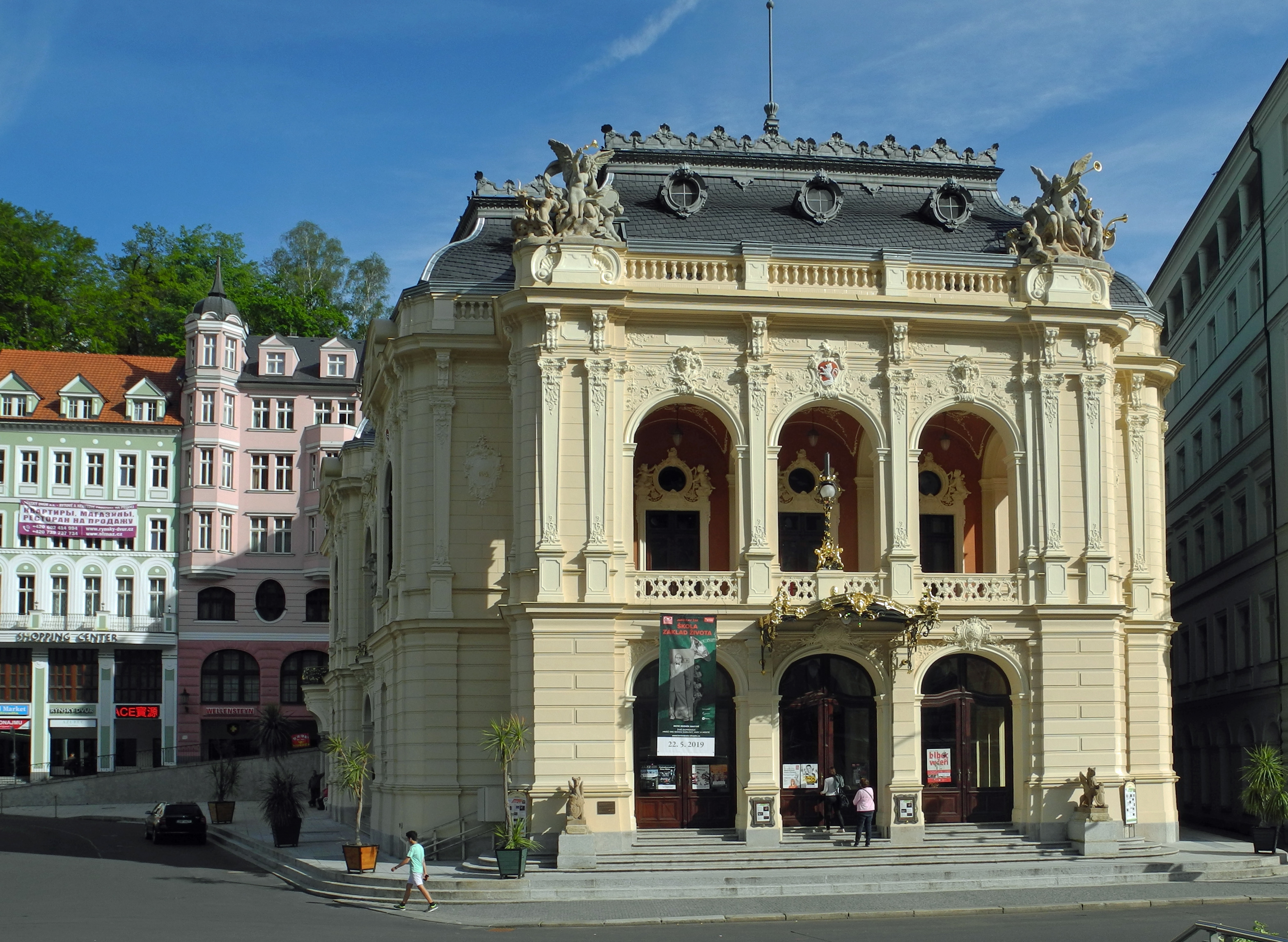
Stadttheater in Karlsbad
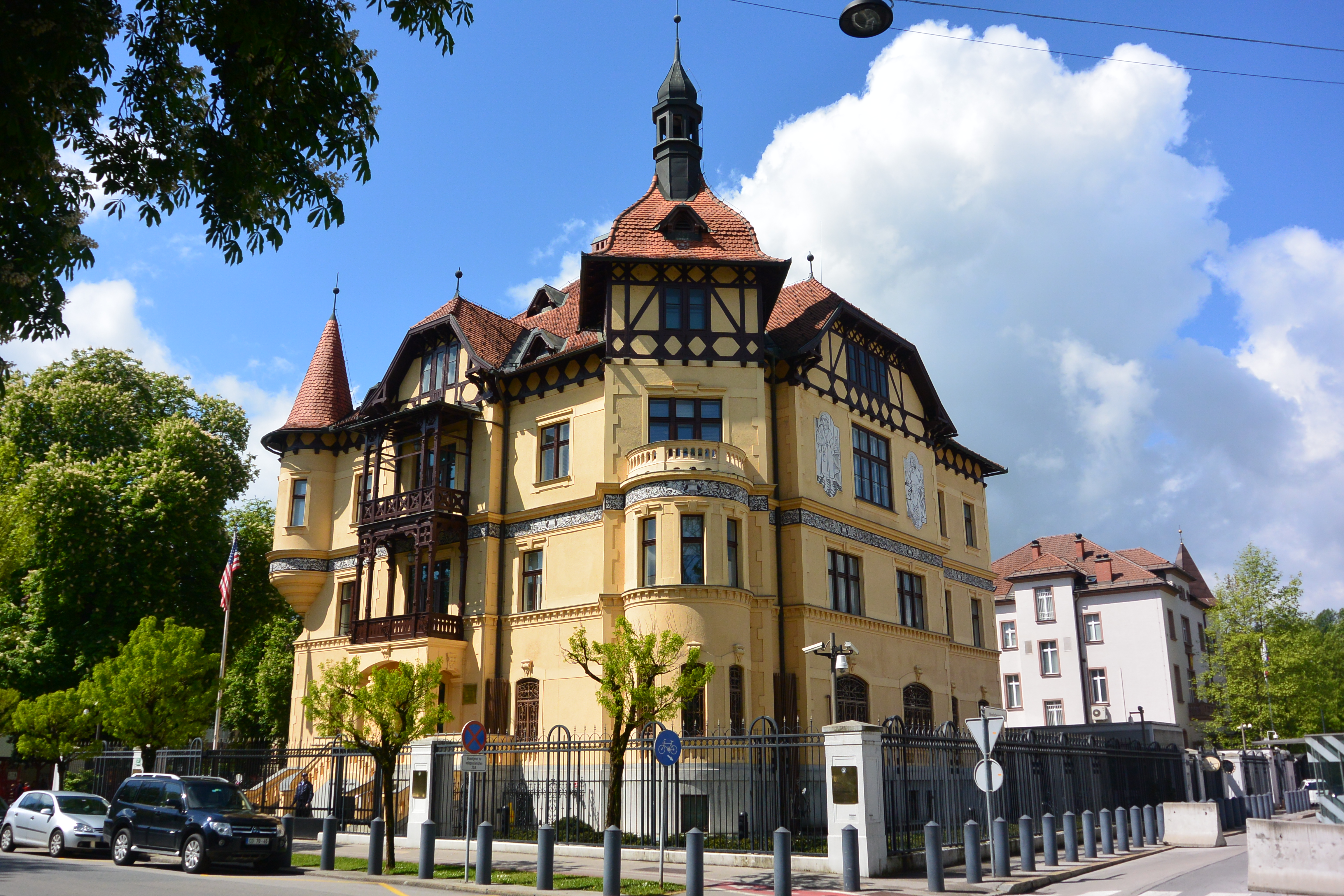
Amerikanische Botschaft in Laibach
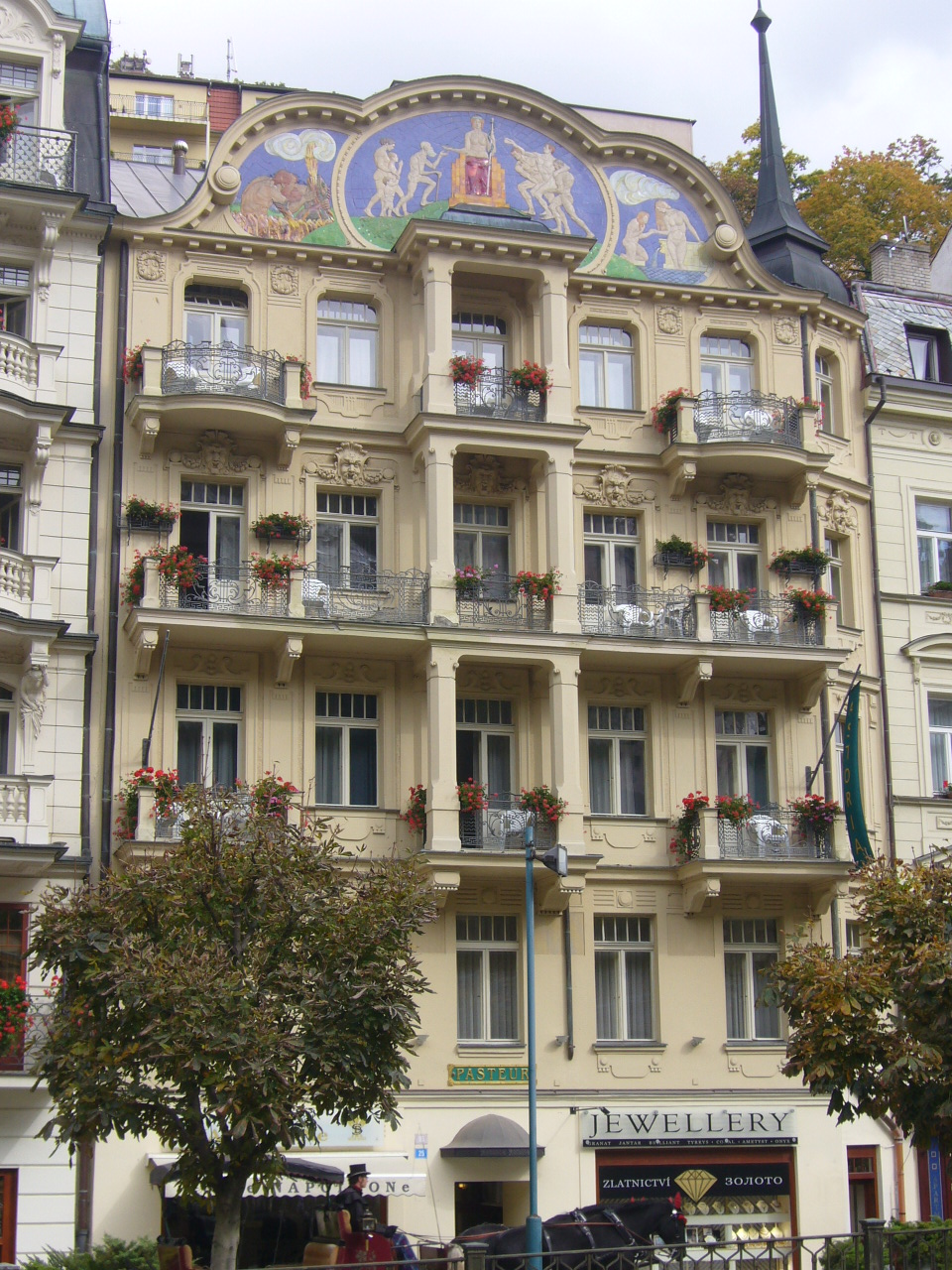
Hotel Pasteur in Karlsbad
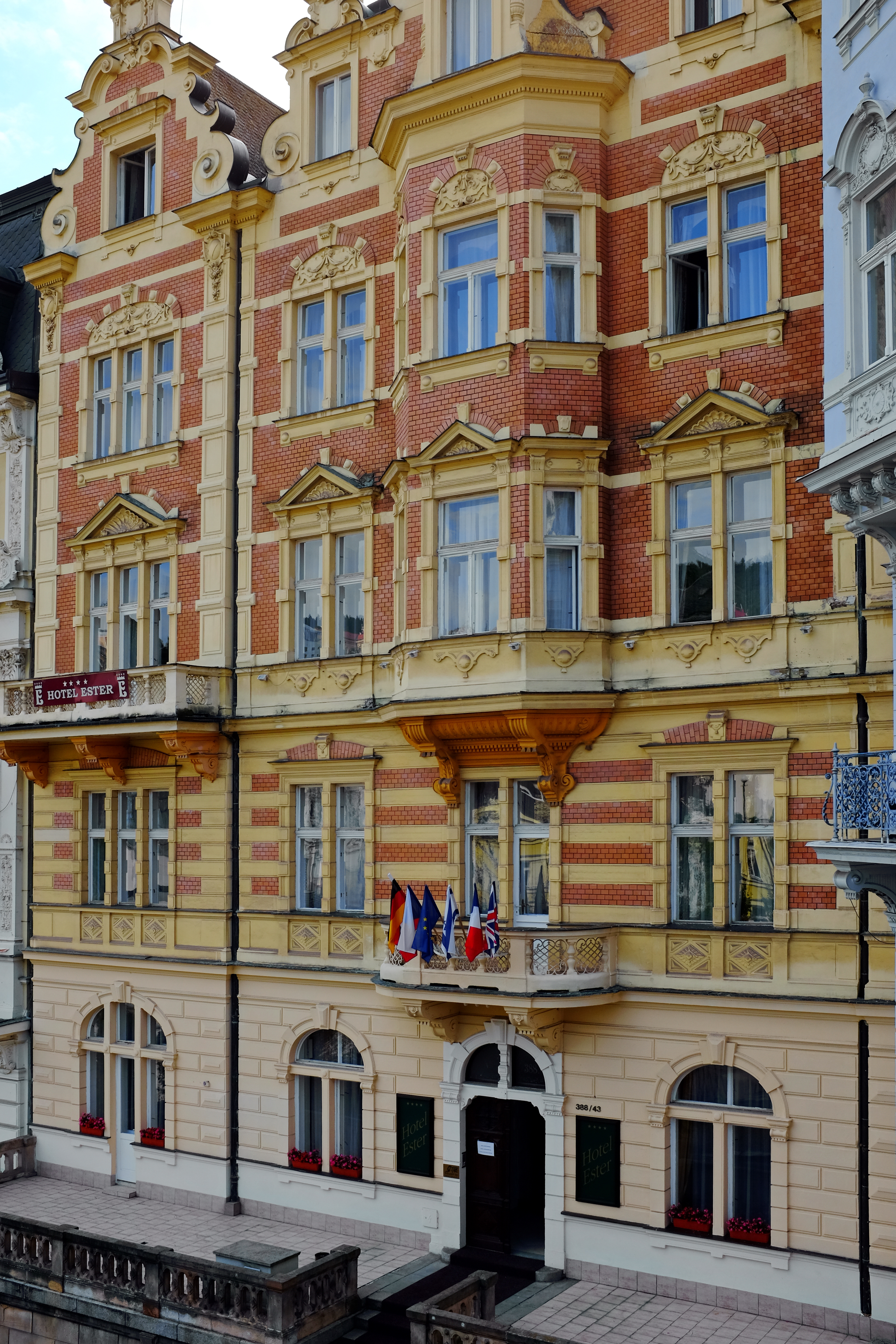
Ehem. Villa Stadt Bremen in Karlsbad
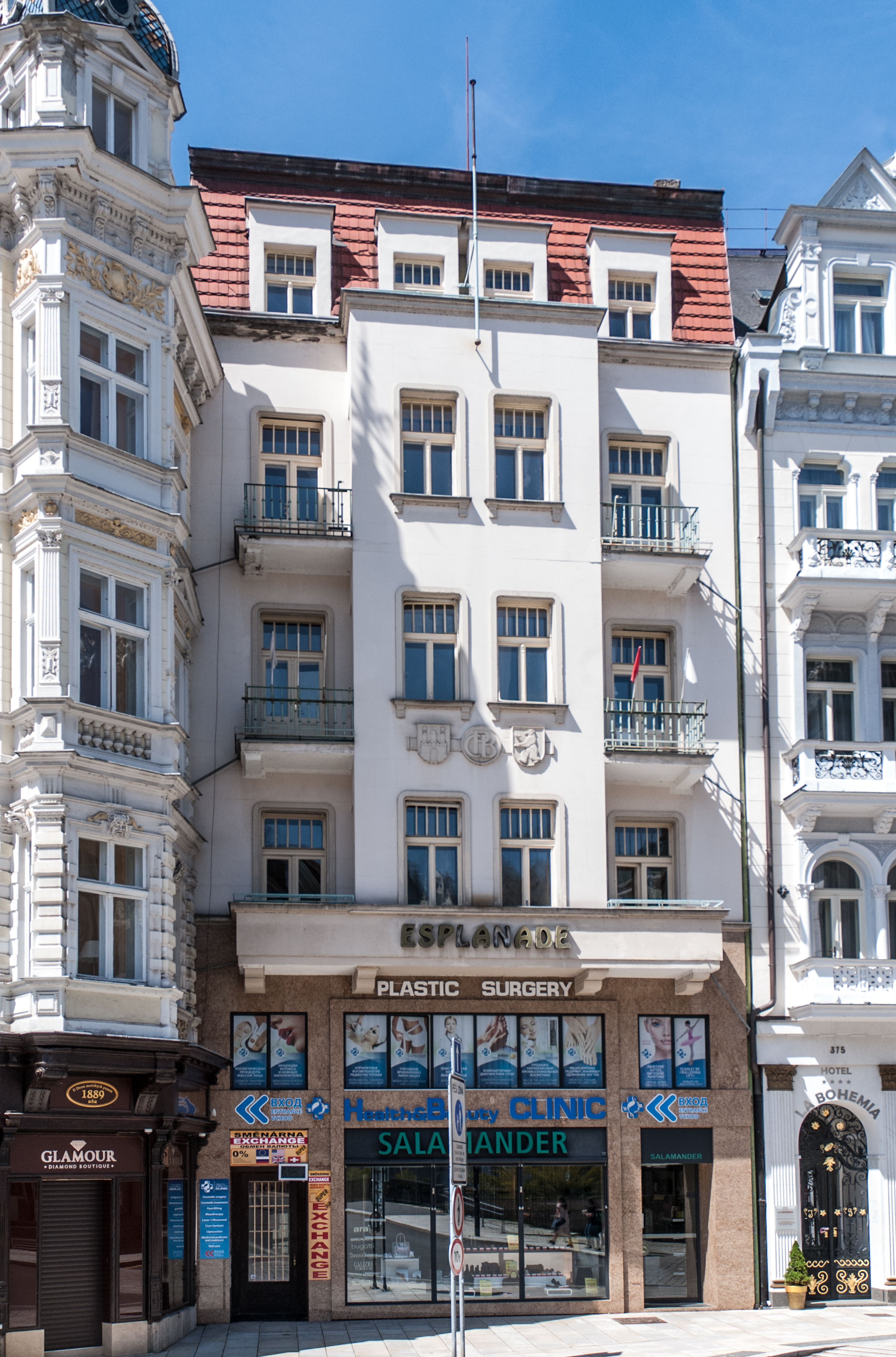
Hotel Esplanade in Karlsbad

Weitere Bauten siehe in Liste von Bauwerken in Karlovy Vary.